# Live for Today
Albums de Boysetsfire
After the Eulogy
(2000) Tomorrow Come Today
(2003)
Live for Today est un EP/album live du groupe Boysetsfire, originaire de l'État du Delaware, aux États-Unis. Il contient trois enregistrements studios ainsi que trois enregistrements "live". Les enregistrements studios proviennent des sessions de Tomorrow Come Today, sur lequel les chansons Release the Dogs et Bathory's Sainthood apparaîtront. Curtain Call est la seule chanson présente uniquement sur cet EP. Les chansons live proviennent des albums After the Eulogy et Tomorrow Come Today. Elles ont été enregistrées au Club Krome à South Amboy, dans le New Jersey le 19 juillet 2002.

## Liste des chansons
1. Release the Dogs – 3:08
2. Bathory's Sainthood – 4:19
3. Curtain Call – 3:06
4. After the Eulogy [Live] – 3:57
5. Handful of Redemption [Live] – 4:14
6. Rookie [Live] – 4:37

## Source
- (en) Cet article est partiellement ou en totalité issu de l’article de Wikipédia en anglais intitulé « Live for Today » (voir la liste des auteurs).